# Nellita
Nellita az Amerikai Egyesült Államok északnyugati részén, Washington állam Kitsap megyéjében elhelyezkedő önkormányzat nélküli település.
Nellita postahivatala 1900 és 1924 között működött. A település névadója Nelli Brueger.

## Fordítás
Ez a szócikk részben vagy egészben  a   Nellita, Washington című angol Wikipédia-szócikk ezen változatának fordításán alapul.  Az eredeti cikk szerkesztőit annak laptörténete sorolja fel. Ez a jelzés csupán a megfogalmazás eredetét és a szerzői jogokat jelzi, nem szolgál a cikkben szereplő információk forrásmegjelöléseként.